# Petar Claver
Petar Claver (špa.: Pedro Claver y Corberó; Verdú, 26. lipnja 1580. – Cartagena de Indias, 8. rujna 1654.), španjolski isusovac, misionar i svetac.

## Životopis
Rodio se 26. lipnja 1580. u katalonskom naselju Verdú u obitelji naprednih seljaka. Studirao je na sveučilištu u Barceloni i u isusovačkom kolegiju u Palmi (Mallorca). 7. kolovoza 1602. godine je stupio u Družbu Isusovu. 8 godina nakon, 1610., postaje misionar u Južnoj Americi, u Kolumbiji. Zaredio se za svećenika 1616. godine.
U kolumbijskoj luci Cartageni je služio 40 godina tamošnjim crnim robovima. Njih više od 300 tisuća je obratio na kršćanstvo. Umro je 8. rujna 1654. u Cartageni. Blaženim ga je proglasio 16. srpnja 1850. papa Pio IX., a svetim 15. siječnja 1888. papa Lav XIII. Zaštitnik je robova, Kolumbije, Afroamerikanaca, crnaca, misija, međurasnih odnosa.

## Vanjske poveznice
- Sveci.net  Arhivirana inačica izvorne stranice od 4. ožujka 2016. (Wayback Machine)